# Don Taylor (actor)
Don Taylor (13 de diciembre de 1920 - 29 de diciembre de 1998) fue un actor y director cinematográfico estadounidense, conocido principalmente por sus interpretaciones en clásicos de los años 1950 como Stalag 17 y El padre de la novia, y por su trabajo en el filme de género negro de 1948 The Naked City.

## Biografía
Nacido en Freeport, Pensilvania, Taylor estudió declamación y arte dramático en la Universidad Estatal de Pensilvania, viajando a Hollywood en 1942. Allí firmó contrato con Metro-Goldwyn-Mayer y actuó en pequeños papeles. 
Reclutado por las Fuerzas Aéreas del Ejército de los Estados Unidos (AAF) durante la Segunda Guerra Mundial, actuó en la obra producida por las Fuerzas Aéreas para el teatro y para el cine Cita en los cielos (1944), apareciendo en los créditos como "Cpl. ("Corporal", cabo) Don Taylor."

### Carrera como actor
Tras su licenciamiento, Taylor fue elegido para interpretar un primer papel de joven detective en The Naked City, filmada enteramente en las calles de Nueva York. Tras Naked City, encarnó al marido de Elizabeth Taylor en las comedias El padre de la novia (1950) y El padre es abuelo (Father's Little Dividend) (1951), protagonizada por Spencer Tracy. En 1951 interpretó a Vern "Cowboy" Blithe en Infierno en las nubes, y en 1953 hizo el papel clave del prisionero teniente Dunbar en el film de Billy Wilder Stalag 17. También destacó su actuación en The Men of Sherwood Forest (1954). Su último papel cinematográfico de importancia tuvo lugar en la película I'll Cry Tomorrow (Mañana lloraré) (1955).

### Carrera como director
Desde finales de los años cincuenta hasta la década de 1980, Taylor se dedicó a la dirección de películas, y principalmente a los programas televisivos, tales como la serie Steve Canyon, protagonizada por Dean Fredericks. Uno de sus títulos destacados fue el musical de 1973 Tom Sawyer, el cual disfrutaba de una banda sonora firmada por los hermanos Sherman, Robert B. Sherman y Richard M. Sherman. Otras películas dirigidas por Taylor fueron Escape from the Planet of the Apes (Huida del planeta de los simios) (1971), Echoes of a Summer (Ecos de un verano) (1976), The Great Scout & Cathouse Thursday (Botas duras, medias de seda) (1976), The Island of Dr. Moreau (La isla del doctor Moreau) (1977, con Burt Lancaster), Damien: Omen II (1978, con William Holden), y El final de la cuenta atrás (1980, con Kirk Douglas).
De manera ocasional Taylor actuó a la vez que dirigía, algo que por ejemplo hizo en episodios de la serie televisiva Burke's Law.

### Vida privada
Taylor se casó en dos ocasiones. Su primera esposa fue Phyllis Avery, con quien se casó en 1944, y de la que se divorció en 1955. El matrimonio tuvo dos hijas, Anne y Avery. Su segunda mujer fue Hazel Court. El matrimonio se celebró en 1964 y duró hasta la muerte del cineasta. Tuvieron un hijo, Jonathan, y una hija, Courtney.[cita requerida]

## Fallecimiento
Don Taylor falleció en 1998 en Los Ángeles, California, a causa de un infarto. Acababa de cumplir los 78 años de edad. Fue enterrado en el Cementerio Westwood Village Memorial Park de Los Ángeles.[cita requerida]